# Warhammer Fantasy Battle
Warhammer Fantasy Battle är ett figurspel från Games Workshop som utspelar sig i en fantasyvärld. Namnet Warhammer är engelska för stridshammare. Ett systerspel är Warhammer 40,000 som utspelar sig i framtiden i ett universum fullt av utomjordingar, demoner och kättare. Spelet spelas med omkring 28 millimeter höga modeller i tenn eller plast som spelaren själv får limma ihop och måla. För vissa entusiaster är målandet och utformandet av modellerna det främsta nöjet och tävlingar i detta hålls också regelbundet.
2015 bytte Games Workshop ut spelet till Warhammer Age of Sigmar, vilket är ett annat spel som utspelar sig i ett större universum med olika "världar" (eng. Realms). Dock är de förra raserna kvar och dessutom utökade till olika falanger inom rasen.

## Historia
Första versionen av Warhammer Fantasy Battles släpptes 1983, då bestod spelet mest av regler för ett fantasybaserat krigsspel. Det var först i och med tredje versionen som Warhammer fick en egen kampanjvärld och på samma gång släpptes även Warhammer Fantasy Roleplay. 1992 kom den fjärde versionen som populariserade spelet och även introducerade ett magisystem baserat på kort och arméböcker. Den sjätte versionen var mindre kortbaserat än fjärde och femte versionen. En sjunde version gavs ut den 9 september 2006. Den åttonde versionen gavs ut sommaren 2010.

## Spelvärlden
Warhammervärlden är på många sätt lik den riktiga världen, med kontinenter vagt formade som jordens, och med kulturer kraftigt inspirerade av olika folk genom historiens gång, till exempel azteker, Tysk-romerska riket, Arthursagans Britannien och det forntida Egypten. Förutom den verkliga världen påminner Warhammer-världen också mycket om andra fantasyvärldar som till exempel Tolkiens värld med alver, orker, vättar, magiker, med mera.

## Spelsystem
Warhammer är ett turbaserat spel där en spelare utför alla handlingar med hjälp av tärningar innan motståndaren gör samma sak. Ett spel är vanligtvis 11 rundor långt medan tiden det tar att utföra rundorna varierar stort beroende på hur stora slag man spelar. En runda består av en förflyttningsfas då man förflyttar sina enheter på spelområdet. Därefter följer magifasen då magiker får kasta besvärjelser och motståndaren har en möjlighet att kontra dessa. Sedan följer skyttefasen där bågskyttar och annat artilleri avfyrar sina vapen. I slutet av varje runda finns närstridsfasen då strider utkämpas av båda parter och resultaten räknas ut. Spelbalans uppnås genom att varje miniatyr har ett värde som ska motsvara deras styrka och med hjälp av detta skapar spelarna likvärdiga arméer.

## Arméer
I Warhammer Fantasy Battle finns det 15 arméer som spelaren kan välja mellan. Varje armé har en egen lista på trupper de kan använda och listan är indelad i hjältar, kärntrupper, specialtrupper och sällsynta trupper. Varje armé måste ha ett visst antal av varje och det finns också en övre gräns för de mer sällsynta trupptyperna. De olika arméerna som finns är:
- Beastmen – Muterade djur och bestar.
- Bretonnians – Ett feodalt riddarland med starkt kavalleri.
- Dark Elves – Korrumperade alver av arten high elves.
- Daemons of chaos - Demoner och dess tjänare.
- Dwarfs – Kortvuxet folk med avancerad teknologi.
- High Elves – De ursprungliga alverna.
- Lizardmen - Uråldrig ras som härstammar ifrån djungeln.
- Ogre Kingdoms - Stora, starka humanoida varelser.
- Orcs & Goblins – Orcer och andra så kallade grönskinn.
- Skaven – Muterade råttmän.
- Tomb Kings – De återuppväckta resterna av ett starkt Egypten-inspirerat folk.
- Vampire Counts – Arméer av odöda - ledda av vampyrer och nekromantiker.
- Warriors of Chaos – stora muskulösa Människor, troll och ogrer som tillber de fyra kaosgudarna.
- Wood Elves – Skogsalver.
- The Empire - Människor, riddare, teknisk framme, starkt tysk-romerskt inspirerade
- Chaos Dwarfs – Korrumperade dwarfs. Dvärgar med demoner och magi. Använder forgeworlds regelbok, Okej i all turneringsklimat.

## Oanvändbara arméer
De arméer som inte längre har möjlighet att användas i spelet på grund av att reglerna inte har utvecklats.  
- Dogs of War – Legosoldater, vilka man numera inte heller kan spela med på grund av att reglerna lades ner.
- Kislev – ryska Empire. Detta var en armé som spelades i sjätte och sjunde editionen av spelet.
- Cult of Ulric – en specialarmé till kampanjen "Storm of chaos".

## Spel baserade på Warhammer
Warhammer Fantasy Battle har gett upphov till en hel del spinoffs som baseras på samma värld som spelet. Många av dessa har sedan länge lagts ned men några hålls ännu i liv via en underdivision i Games Workshop Specialist Games. Dessa är Blood Bowl som är en brutal fantasystyleversion av amerikansk fotboll; Warmaster, som är ungefär som Fantasy Battle men i större skala; Mordheim, där man strider i form av gäng i en värld av kaos för att hitta bland annat warpstone.
1990 gav Games Workshop ut ett strategispel om imperiebyggande som hette Mighty Empires som del var avsett som ett sätt att föra en längre kampanj av olika figurslag med Warhammer Fantasy regler och dels kunde spelas som ett vanligt brädspel utan figurslag. 2007 gav man ut ett liknande spel med samma namn endast avsett för att driva figurslags-kampanjer.
Games Workshops underdivision Black Industries gav även ut Warhammer Fantasy Roleplay, ett rollspel baserat på Warhammer Fantasy Battle.

## Karaktärer

### Skräckmasken
- The Bloodthirster, eller Skräckmasken, är ett monster i Warhammervärlden. Den svenska översättningen har sitt ursprung i brädspelet HeroQuest. Varelsen är en Kaos-demon av klanen Khorne som bär en piska och en yxa som är större än en människa. I HeroQuest är Skräckmasken det farligaste monstret spelarna kan möta.